# Sheranapis
Sheranapis là một chi nhện trong họ Anapidae.